# Théorème de Pocklington
En arithmétique, le théorème de Pocklington,, est la généralisation suivante du théorème de Proth et du test de primalité de Lucas-Lehmer :

Soient n, f et r trois entiers strictement positifs tels que :
- n – 1 = f r ;
- f et r sont premiers entre eux ;
- pour tout facteur premier q de f, il existe un entier aq tel que aqn–1 ≡ 1 (mod n) et pgcd(aq(n–1)/q – 1, n) = 1.

Alors, tout facteur premier de n est congru à 1 modulo f. En particulier : si f ≥ r alors n est premier.

## Démonstration
Notons rq l'exposant de chaque facteur premier q dans la décomposition de f.
Soient p un facteur premier de n et dq l'ordre multiplicatif de aq modulo p. Alors, dq divise n – 1 mais pas (n – 1)/q, donc (n – 1)/dq est un entier non divisible par q. Or n – 1 est divisible par qrq.
Par conséquent, qrq divise dq et (a fortiori) p – 1. Le produit f des qrq divise donc aussi p – 1